# The Walt Disney Studios
Волт Дизни студиоз (енгл. The Walt Disney Studios) амерички је филмски студио, један од четири главна предузећа Волт Дизни компаније и главна компонента његовог сегмента Студио Интертејмент. Студио је најпознатији по својој вишестрани филмској подели, који је један од Холивудских највећих филмских студија, са седиштем лоцираним у Бербанку (Калифорнија).
Студио је остварио процењени приход од 2,703 милијарде америчких долара током 2016. фискалне године. Само студијски забавни посао (играни и анимирани филмови, режирани за видео филмови, музички албуми и наступи уживо) довео је до 5,83 милијарди америчких долара.